# جکاراچی
جکاراچی (به پرتغالی: Jacaraci) یک منطقهٔ مسکونی در برزیل است که در باهیا واقع شده‌است. جکاراچی ۱۴٬۸۵۰ نفر جمعیت دارد.